# Karussell

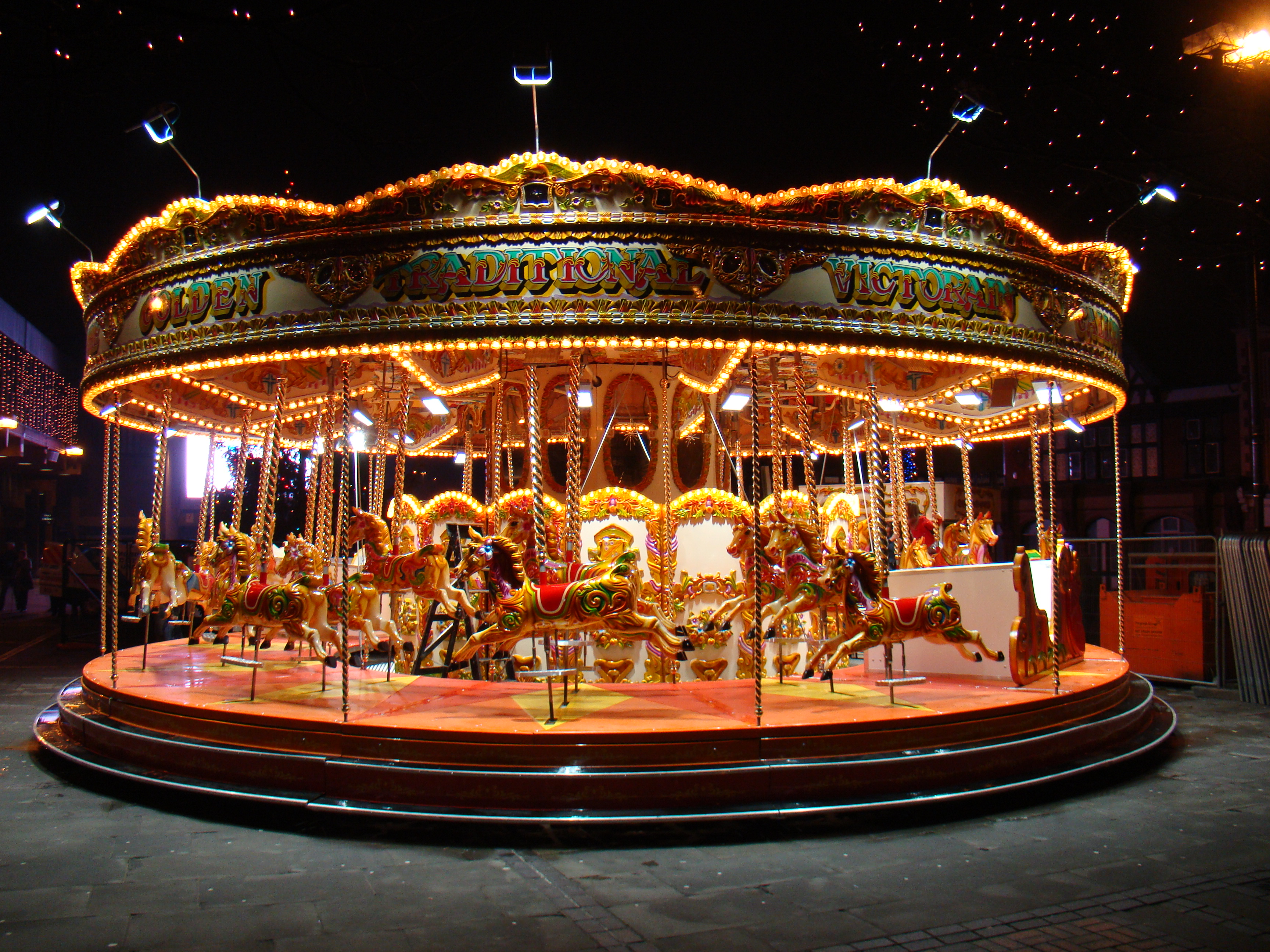
Nostalgisches Karussell am Abend

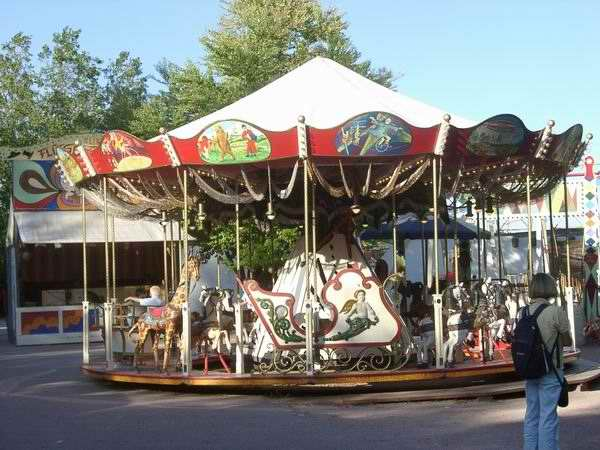
Kinderkarussell im Höhenpark Killesberg in Stuttgart

Kinderkarussell im Ironbridge Gorge Museum Trust (Shropshire, Großbritannien)

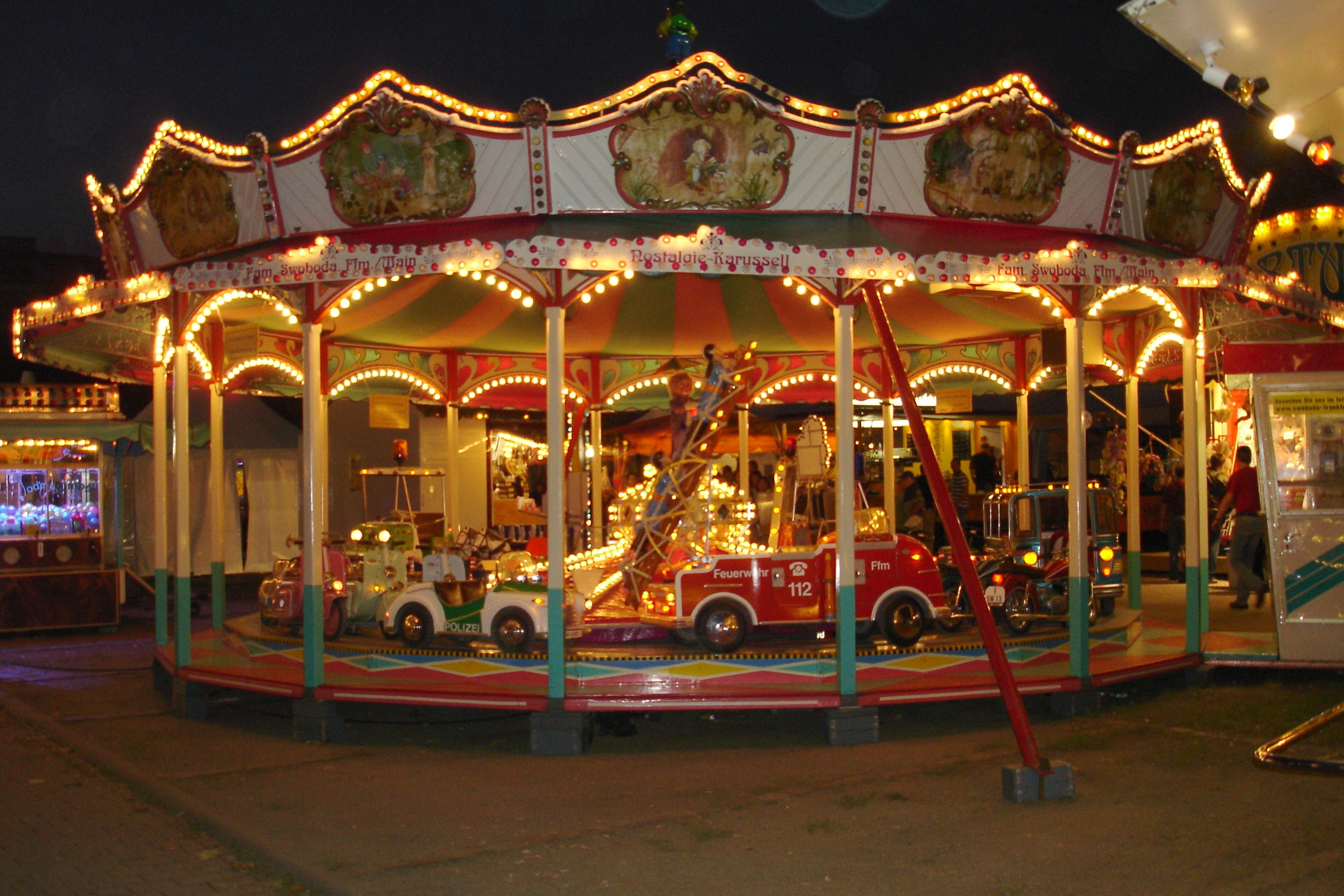
Kinderkarussell auf dem „Berger Markt“ am Abend

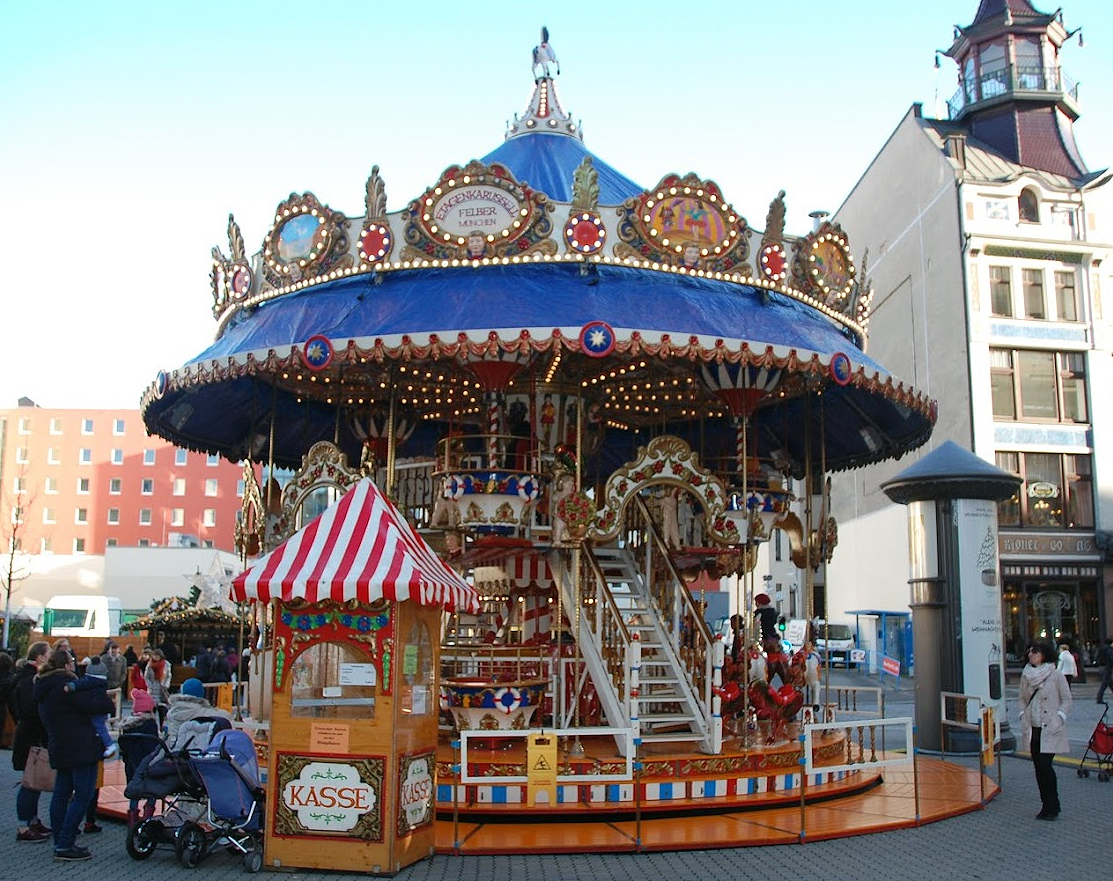
Historisches Etagenkarussell auf dem Leipziger Weihnachtsmarkt 2019

Ein Karussell (französisch carrousel), früher auch Ringelreiten, im süddeutschen Raum Reitschule, in Österreich Ringelspiel und in der Schweiz (mundartlich) Rösslispil, Rössliritti oder Riitschuel genannt, ist in der heutigen Wortbedeutung ein um eine vertikale Achse drehbares Gestell, durch das Personen auf Sitzen verschiedener Art im Kreis gedreht werden. Es ist in vielen Varianten als Fahrgeschäft auf Jahrmärkten, Weihnachtsmärkten, sonstigen Volksfesten und in Vergnügungsparks anzutreffen. Es ist zu beachten, dass der Begriff Ringreiten für einen eigenständigen Pferdesport steht, bei dem der Reiter einen kleinen Ring im Galopp mit einer Lanze oder einem Ringstecher aufspießen muss. Bis ins 19. Jahrhundert verstand man unter einem Caroussel eine öffentliche Vergnügung des Adels, bei dem man zu Pferd und manchmal auch mit Wagen im Kreis fuhr.

## Karussell-Typen
Kinder-Karussell / Pferde-Karussell

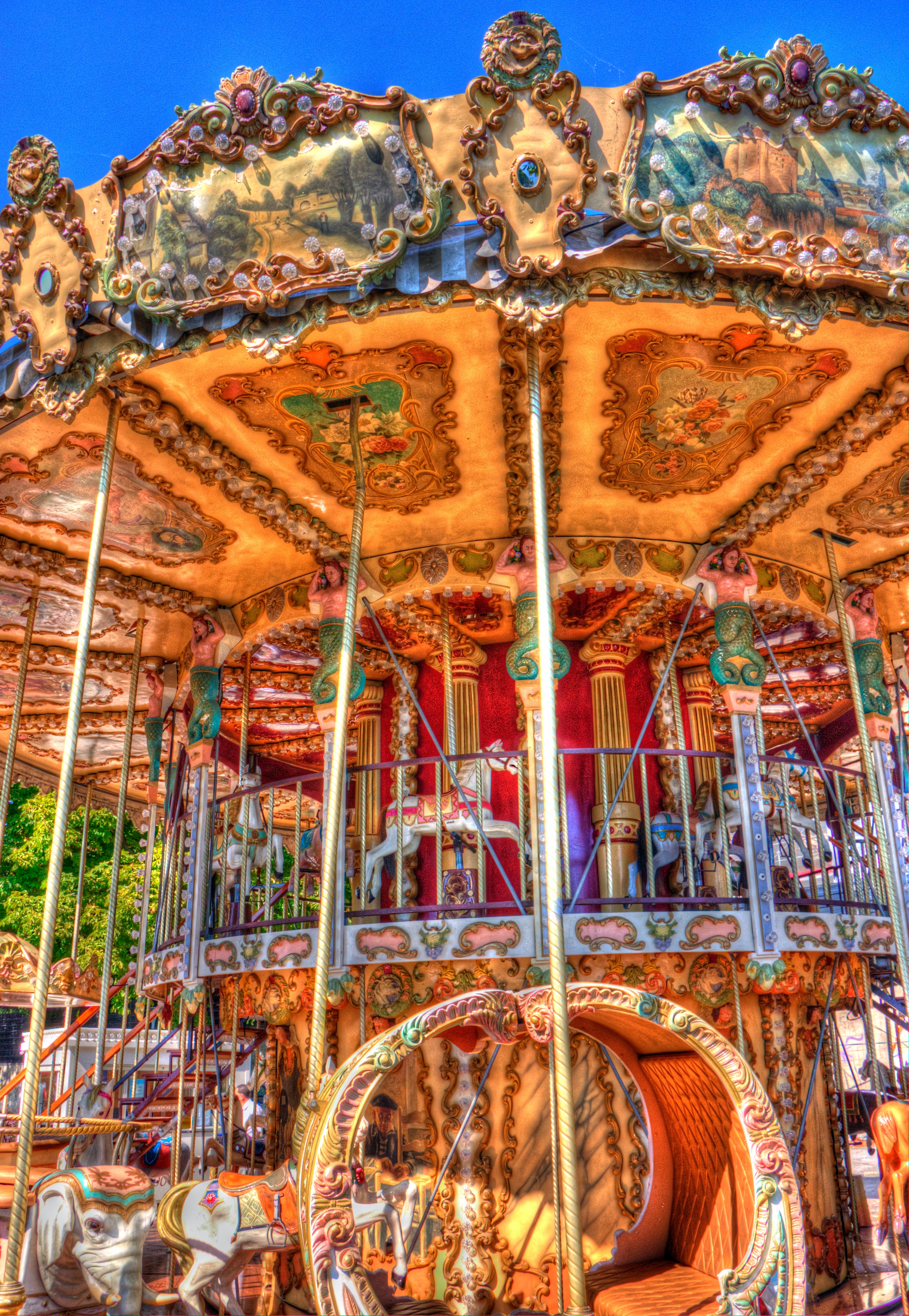
Insbesondere historische und nostalgisch gestaltete Karussells sind häufig mit aufwändigen Verzierungen und üppigen Dekors ausgestattet

Langsam fahrende Karussells sind meist mit im Kreis angeordneten Modellen von Fahrzeugen oder Tieren versehen, auf oder in denen die Fahrgäste Platz nehmen. Wegen der niedrigen Geschwindigkeit und geringen Höhe über der sich mitdrehenden Plattform besitzen sie keine Sicherheitsbügel. Sie sind vor allem für Kleinkinder gedacht.

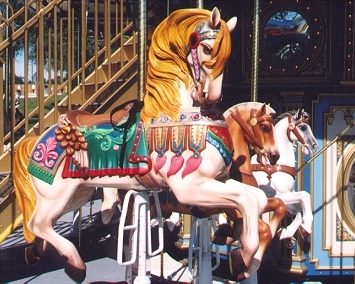
Aufwendig gestaltete Karussellpferde

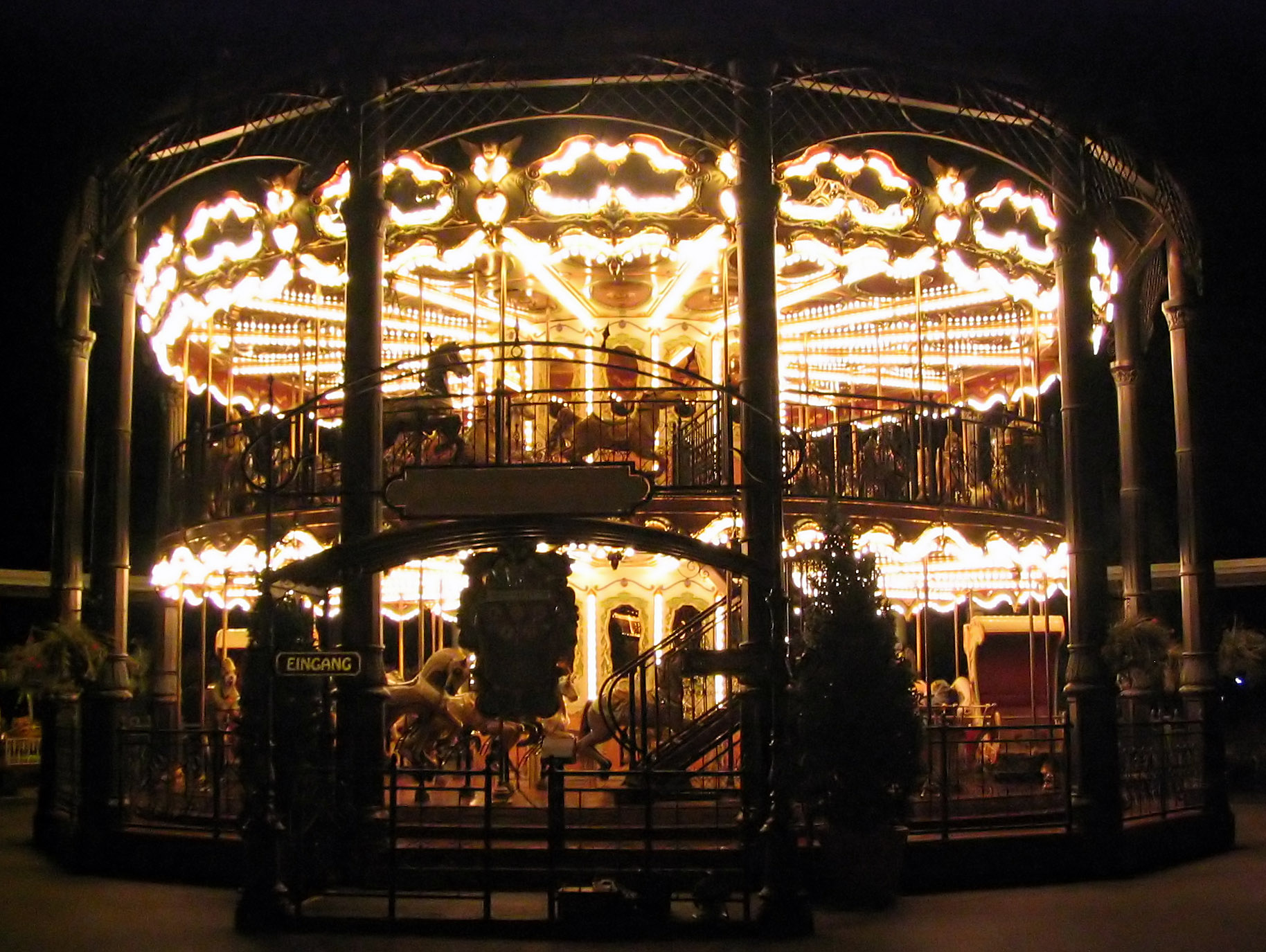
Fest installiertes, zweigeschossiges Karussell im Freizeitpark Phantasialand in der Nähe zu Köln

Traditionelle Karussellfiguren sind hölzerne Pferde, auf denen die Fahrgäste „reiten“. Um diese Vorstellung zu verstärken, bewegen sich die Pferde auf manchen Karussells während ihrer Kreisfahrt auf und ab, bei anderen sind sie zumindest beweglich befestigt, sodass der „Reiter“ damit schaukeln kann. Auf diesen traditionellen Pferde-Karussells finden sich gelegentlich noch statische oder langsam vor- und zurück wippende Kutschen und kleine Karussells, die durch Muskelkraft über eine statische Scheibe in der Mitte zusätzlich zur Haupt-Drehbewegung gedreht werden können. Manchmal sind auch schaukelähnliche Bänke vorhanden, die jedoch in der Regel nicht an Ketten oder Seilen hängen, sondern an starren Eisenstangen und deren Ausschlagwinkel stark eingeschränkt ist. Auch unbewegliche Sitzbänke für mitfahrende Eltern oder andere Erwachsene, die die Fahrt mitmachen wollen, ohne sich auf die Karussellfiguren zu setzen, finden sich gelegentlich. Teilweise finden sich auch zweigeschossige Ausführungen, wo die Fahrgäste über Treppen auf eine obere Etage gelangen, die meist kleiner als die untere Etage ist, jedoch auch gleich groß sein kann.
Moderne Karussells nutzen häufig auch andere Tierfiguren und Modelle moderner Fahrzeuge wie Autos, Motorräder, Feuerwehrwagen und ähnliche, bei Kindern beliebte Fahrzeuge.
Kettenkarussell und Wellenflieger

Kettenkarussell am Abend

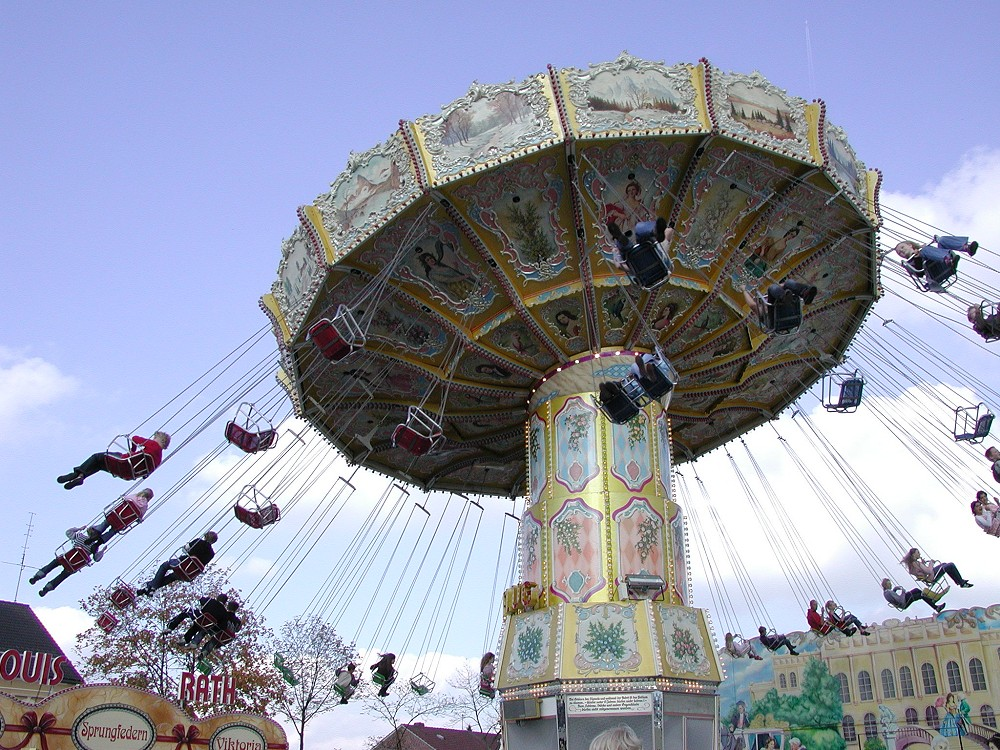
Wellenflug

Eine Weiterentwicklung des traditionellen Karussells ist das Kettenkarussell, bei dem die einzelnen Sitze mit Ketten an einem Drehkranz aufgehängt sind. Je schneller es sich dreht, desto stärker schwenken die Sitze durch die Fliehkraft radial zur Seite aus. Beim Wellenflug wird der Drehkranz zusätzlich gekippt, so dass auch eine Auf- und Ab-Bewegung entsteht. Neben Kindern werden diese Karussells auch häufig von Erwachsenen genutzt.
Schnelle Karussells
Im Laufe der Jahrzehnte sind zahlreiche Weiterentwicklungen des Karussells entstanden, die deutlich schneller sind und sich eher an Jugendliche und Erwachsene richten. Gelegentlich werden diese in Abgrenzung zu den klassischen Karussells auch als „Rundfahrgeschäfte“ bezeichnet.

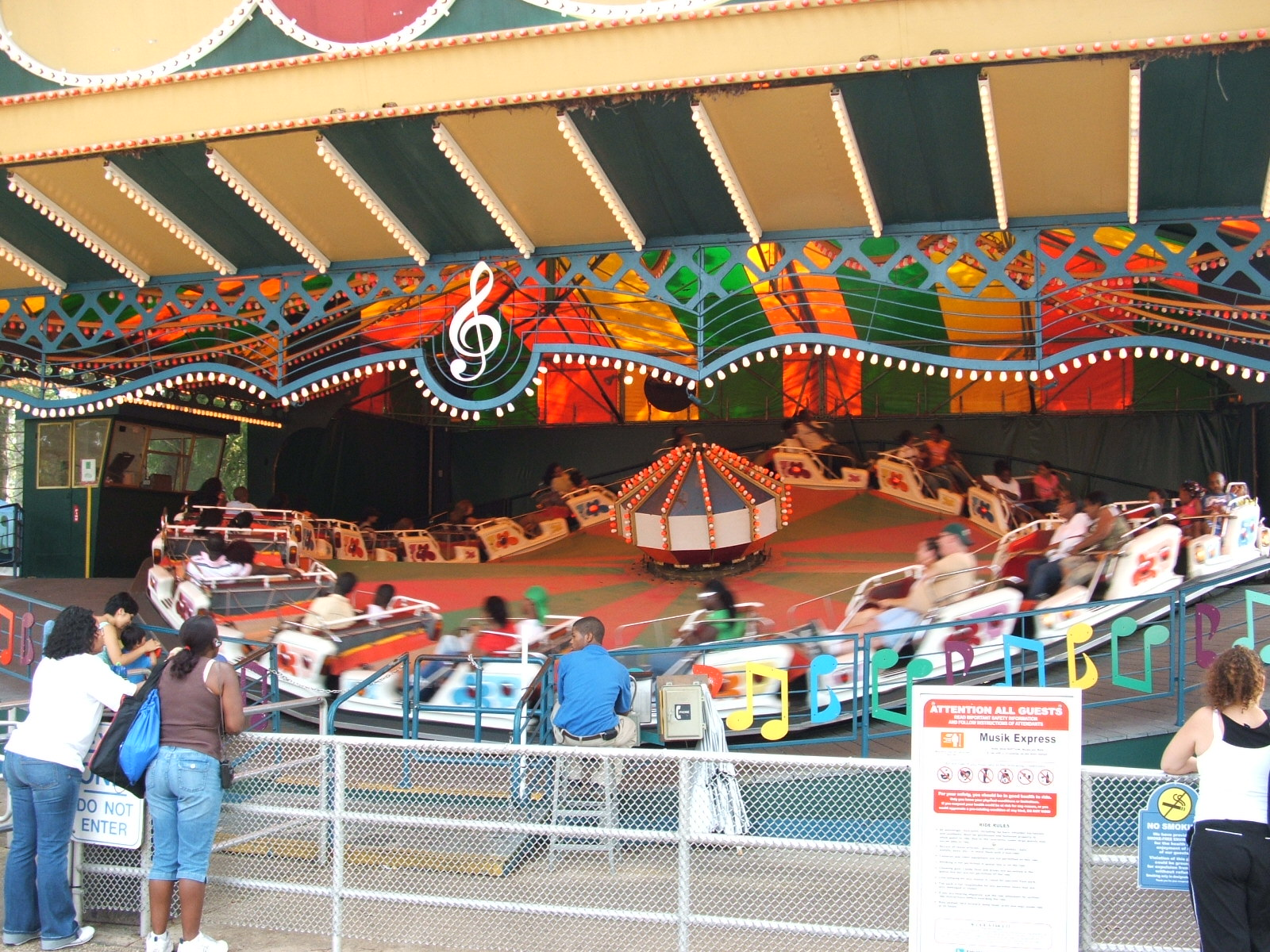
Berg-und-Tal-Bahn

Einer der ältesten Typen schneller Karussells sind die seit 1890 existierenden Berg- und Talbahnen, die sich bis heute großer Beliebtheit erfreuen und auf zahlreichen Rummelplätzen zu finden sind. Zusätzlich zu der Rotation um den Mittelpunkt wird durch eine wellenförmige Fahrbahn eine Auf- und Ab-Bewegung der Fahrzeuge erreicht. Seit 1925 fanden sich häufig auch Typen, in denen während der Fahrt ein blickdichtes Verdeck über die Wagen gestülpt wurde und die aufgrund der optischen Ähnlichkeit als „Raupenbahn“ bezeichnet wurden. Beliebt waren diese Fahrgeschäfte vor allem auch bei jungen Liebespaaren, die sich so unbemerkt von anderen, umstehenden Personen heimlich küssen konnten. Diese Raupenbahnen sind heute kaum noch zu finden. Eng verwandt mit der Berg- und Talbahn ist auch die Walzerbahn, wo zusätzlich zu den wellenförmigen Bewegungen um die Mittelachse die rotierenden Gondeln nochmal um die eigene Achse kreisen. Auch die Walzerbahnen finden sich heute kaum noch auf Jahrmärkten.
Tagada nennt sich eine runde Drehscheibe, die am Rand eine bis auf Ein- und Ausgangstor durchgehende Sitzbank aufweist. Die Fahrgäste werden durch die Fliehkraft in die Sitzlehne gepresst.

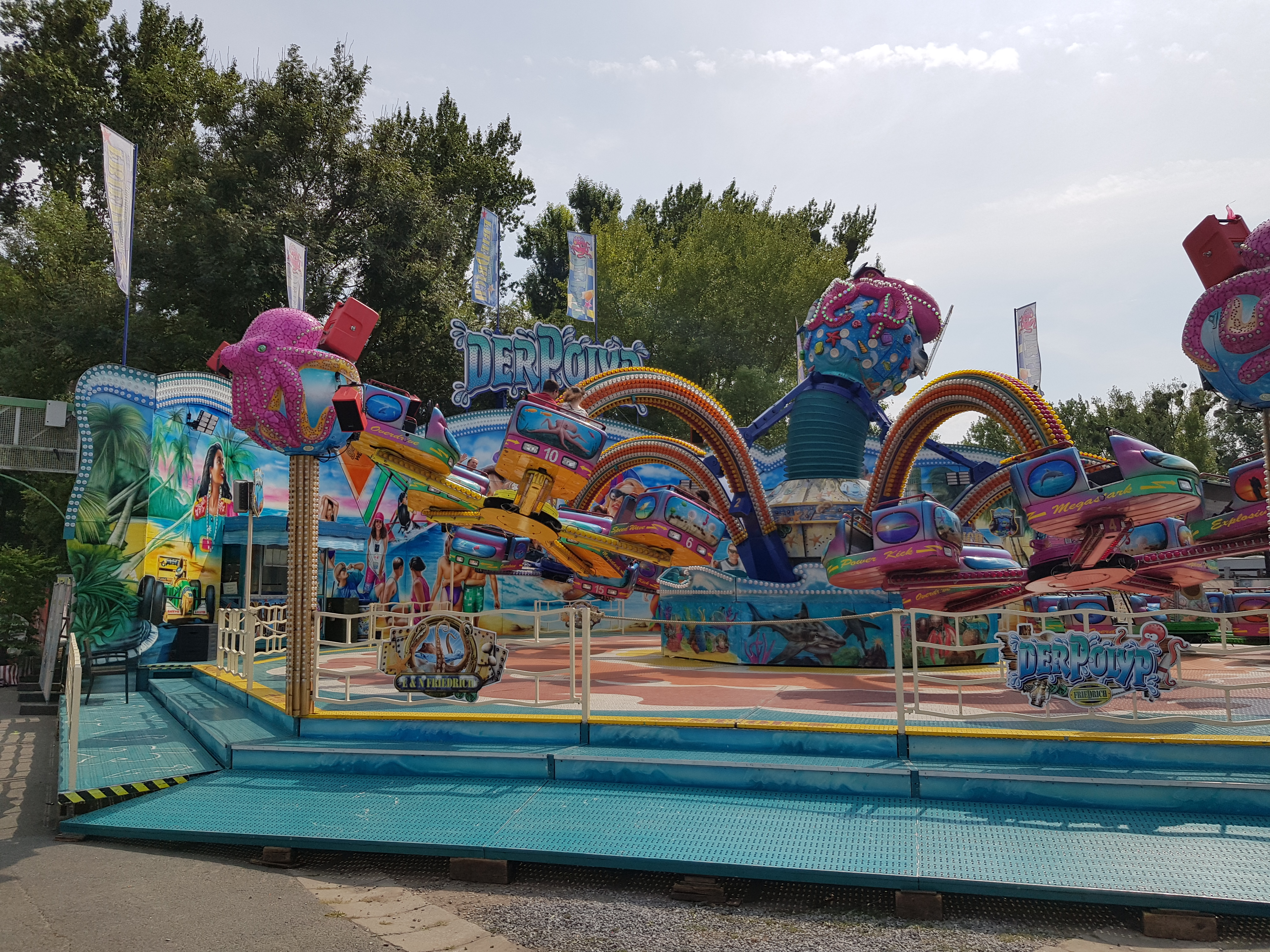
Polyp

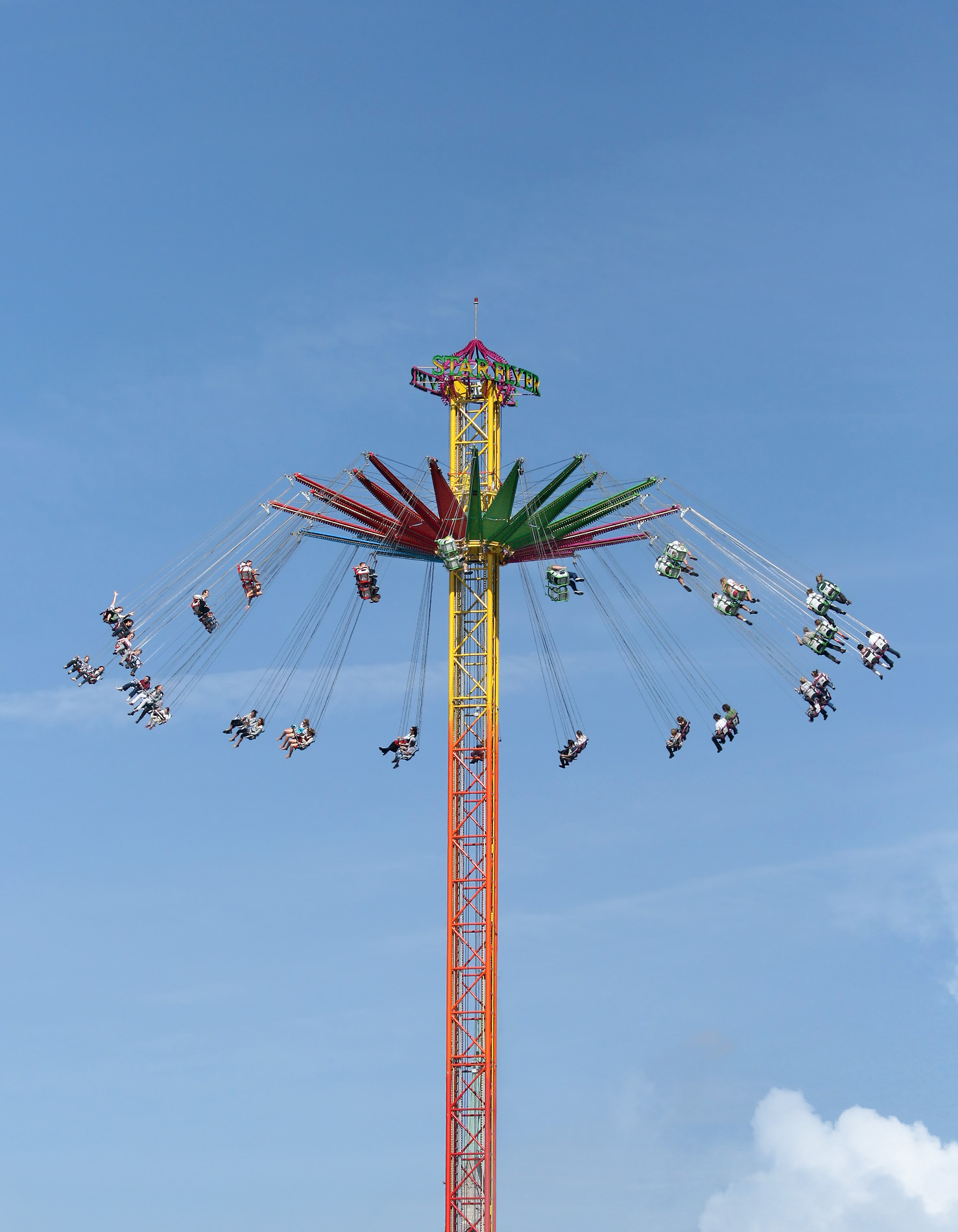
Kettenkarussell „Star Flyer“ mit hochfahrendem Drehkranz, Oktoberfest in München, 2007

Schnellfahrende Karussells gibt es in verschiedensten Varianten. Bei manchen wird die Gondel während der Fahrt gekippt oder gedreht (zum Beispiel beim Polyp, auch bekannt als Krake). Es gibt auch Modelle, bei denen sich die Kabinen während der Fahrt überschlagen. Teilweise gibt es auch Fahrgeschäfte, wo Rundfahrgeschäfte mit Hochfahrgeschäften kombiniert werden, wie beispielsweise diverse Kettenkarussells, die an einem Turm hochfahren und dann in großer Höhe ihre Runden drehen. Schnellfahrende Karussells haben stets Sicherheitsbügel und unterliegen zum Schutz der Fahrgäste, ebenso wie langsamfahrende Karussells, sehr strengen Sicherheitskontrollen durch den TÜV.
Als Spielplatzausstattung
Sitzkarussells sind Spielgeräte, die mitunter auf Kinderspielplätzen anzutreffen sind. Diese muskelbetriebene Variante gibt es auch ohne Sitze, dann spricht man von einem Stehkarussell.

## Geschichte

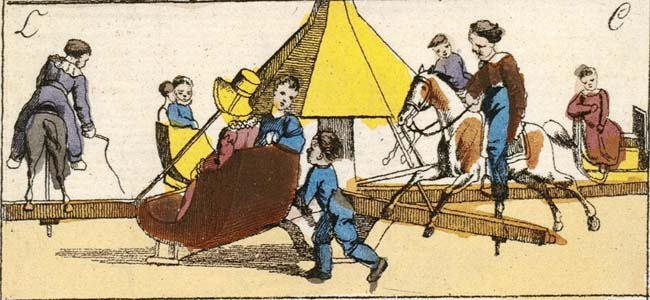
Kinder beim Karussellfahren, 1828

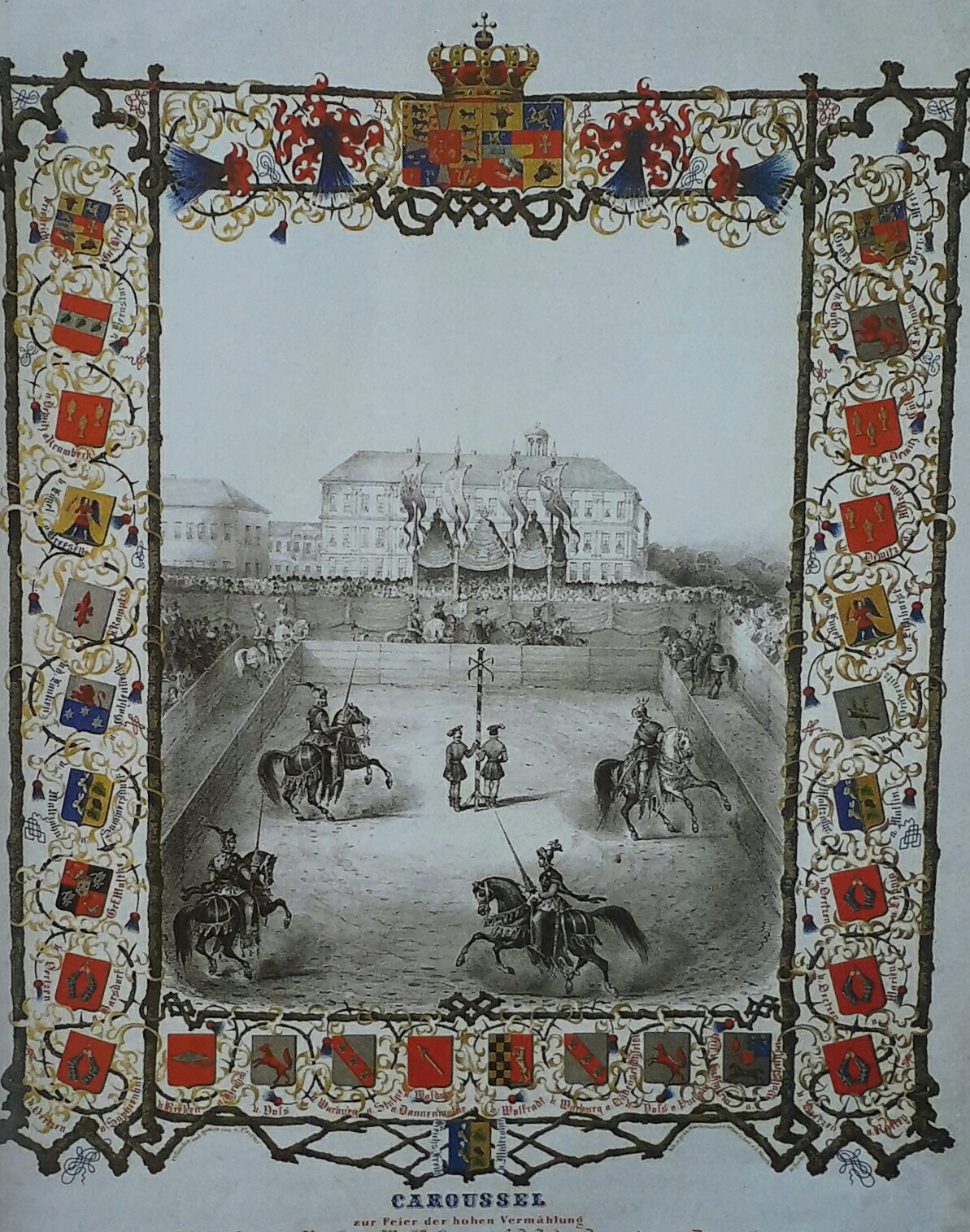
„Caroussel“ veranstaltet aus Anlass der Vermählung von Herzogin Caroline von Mecklenburg mit dem Kronprinzen von Dänemark vor dem herzoglichen Residenzschloss zu Neustrelitz am 14. Juni 1841

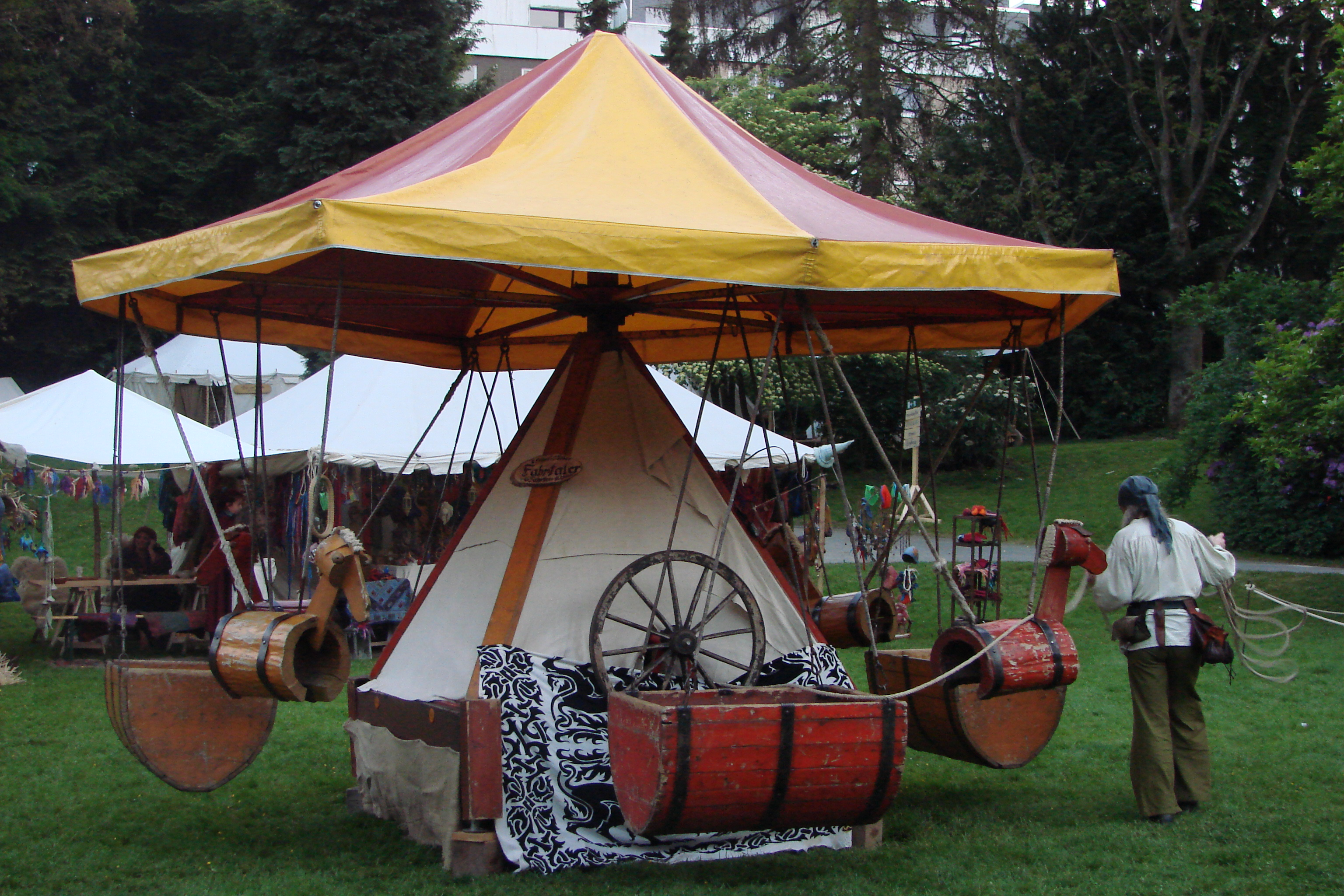
Historisches Karussell, Anfang 19. Jahrhunderts, Handkurbelantrieb – Nachbau (Foto 2012)

Der früheste Bericht über ein Karussell stammt aus dem Jahre 1620. Bei seinem Aufenthalt im Osmanischen Reich, in der Stadt Philippopolis (heute Plowdiw, Bulgarien), beschrieb der englische Reisende Peter Mundy diese von ihm skizzierte achtsitzige, von Menschenkraft angetriebene Kuriosität in seinem Reisetagebuch so:

„Es besteht aus einem großen Wagenrad, an dessen äußerer Seite kleine Sitze befestigt sind, worauf die Kinder ihren Platz einnehmen. Dann wird das Rad in Bewegung versetzt, und sie kreisen in horizontaler Richtung herum.“

Im Mittelalter wurde beim Ringstechen ein Karussell dazu benutzt, die Geschicklichkeit der Ritter zu trainieren. Diese nahmen außen auf dem Karussell Platz und mussten versuchen, die um das Karussell angeordneten Ringe mit ihrer Lanze zu durchstechen. Da die meisten Menschen Rechtshänder sind und deshalb die Lanze in die rechte Hand nahmen, drehten sich diese Karussells entsprechend stets gegen den Uhrzeigersinn.
 Im 18./19. Jahrhundert war es an den Höfen Europas üblich, bei Festen des Hochadels das Reiterspiel Karussell (französisch carrousel) zu veranstalten. Dabei vollführten die Teilnehmenden vom Pferderücken aus leichte Geschicklichkeitsübungen; z. B. musste versucht werden, mit einer Lanze kleine Ringe aufzustecken – daher auch der deutschsprachige Begriff „Ringreiten“. 1725 entstand nahe Dresden in Schloss Pillnitz, dem Lustschloss des polnischen Königs und sächsischen Kurfürsten August des Starken, das „Ringrenngebäude“; als solches wurde es bis 1799 genutzt. Im Ringrenngebäude war ein Karussell mit hölzernen Pferden und Wagen installiert, von denen aus die Damen des Sächsischen Hofes mit Lanzen nach Ringen stachen. Das „Ringrennen“ war eine an die Ansprüche der Hofdamen angepasste Form des ritterlichen Ringstechens. Auf Grundlage historischer Quellen hat man 2023 ein solches Karussell nachgebaut.
Die Einführung der Gewerbefreiheit in Preußen führte zu einer Zunahme der Reisetätigkeit der Schausteller und zur Entwicklung transportabler Karusselle. Das erste motorisch angetriebene Karussell wurde am 1. Januar 1863 im englischen Bolton auf einem Töpfereimarkt in Betrieb genommen. Es war von Thomas Bradshaw gebaut worden und wurde von einer Dampfmaschine angetrieben, wahrscheinlich über eine Transmission aus Riemen. Diese Konstruktion verbreitete sich von England aus in ganz Europa und kam 1870 erstmals nach Amerika.
Ab 1880 etwa erhielten die Karussellpferde, basierend auf einer Erfindung der Landmaschinenfabrik Savage, die charakteristische Auf- und Abbewegung, die den Eindruck des Reitens verstärkt. In besonders eindringlicher und dramatischer Art wurde dieses Auf und Ab in Zusammenhang mit der unaufhörlichen Drehbewegung von Alfred Hitchcock in der Schlussszene des Krimi-Klassikers Der Fremde im Zug dargestellt.
Seit der zweiten Hälfte des 19. Jahrhunderts steht der Betrieb eines Karussells häufig in Verbindung mit einer Jahrmarktsorgel, die automatisch für eine Musikbegleitung sorgt. Sie hat, je nach Größe, ihren Platz entweder neben dem Karussell oder ist in dieses integriert. An neueren, aber in betont nostalgischem Stil gehaltenen Karussells handelt es sich jedoch oft nur um eine Kulisse, die Musik ist hier eine über Lautsprecher abgespielte Aufnahme.
Im Wiener Prater beendete im September 2016 das „1. Wiener Ponny-Caroussel“, betrieben von Reinprecht, seinen Betrieb als laut eigenen Angaben älteste (seit 1887) kontinuierlich bespielte Attraktion im Wurstelprater. Besucher kritisierten, dass (echte) Ponys im Kreis laufen müssen. Der Tierschutzverein Vier Pfoten hat dazu monatelang Gespräche geführt. Das Karussell besteht aus vier mit Abstand gekoppelten Wagen, die mit je vier Rädern auf einem Eisengleis rundum rollen. Zwischen dem Schienenpaar und vor jedem Wagen laufen insgesamt vier eingespannte Ponys, weitere vier auf einem Kreis mit kleinerem Radius. Nur diese haben Sättel zum Aufsitzen von Kindern. Eine mechanische Orgel mit bis zu etwa drei Meter langen Pfeifen steht zentral in der vieleckigen Halle mit Kegeldach und mittiger Abluft-Laterne.
Heute erfolgt der Antrieb bei modernen und auch umgebauten historischen Karussells in der Regel über einen Elektromotor.

## Besondere Traditionen im deutschsprachigen Raum
In Deutschland drehte sich das erste Karussell im Jahre 1780. Das im November 1779 begonnene und im Oktober 1780 fertiggestellte Karussell befindet sich in einem Rundtempel auf einem künstlich angehobenen Hügel in Wilhelmsbad, einer ehemaligen Kuranlage in Hanau am Main. Dieses in seiner Art einmalige Bauwerk scheint damit das älteste noch existierende Karussell der Welt zu sein. Das historische Karussell wurde in den Jahren 2007 bis 2016 restauriert und kann besucht und „erfahren“ werden.

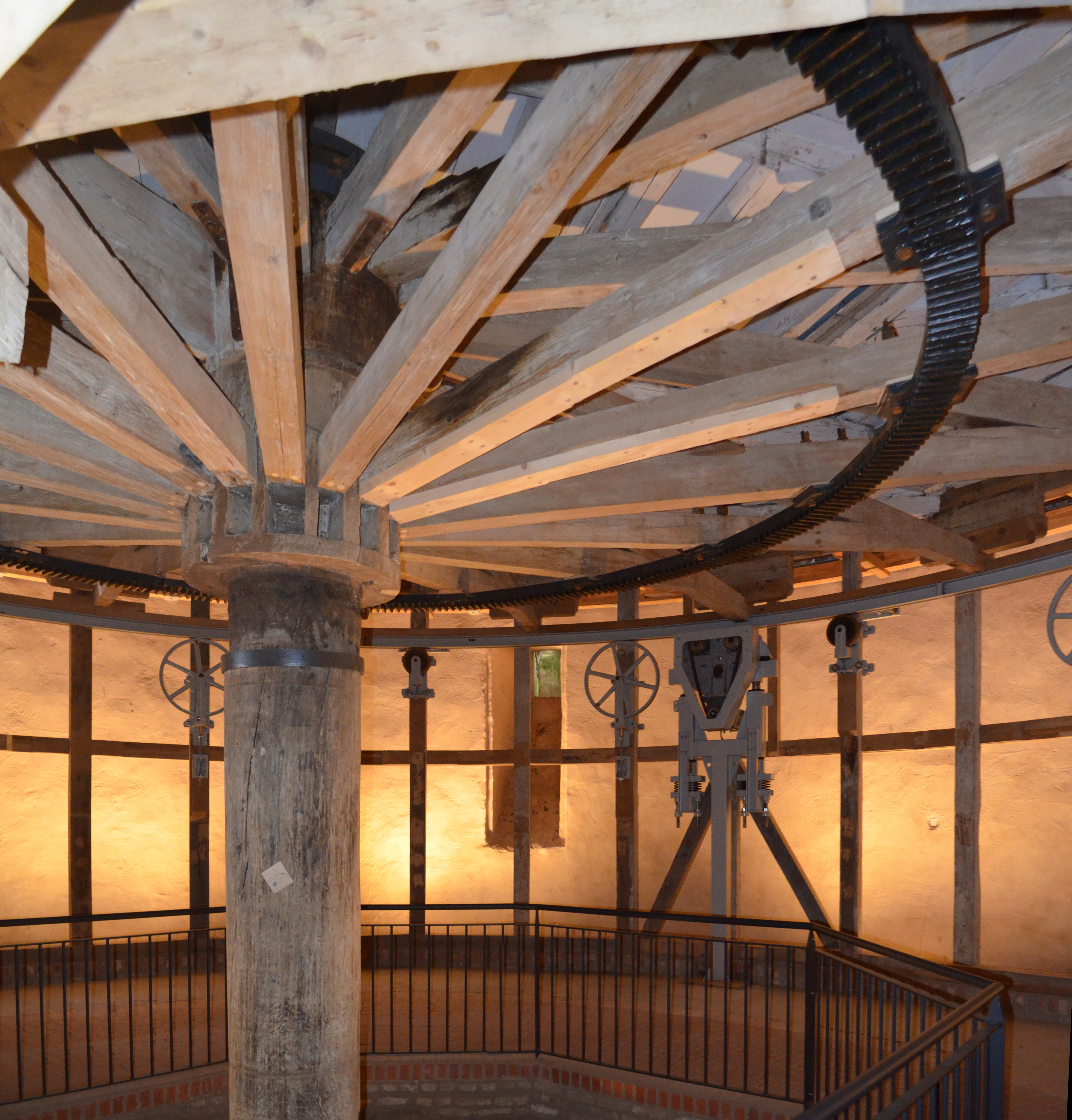
Das Technikgewölbe des Karussells im Staatspark Wilhelmsbad

Eine besondere Tradition besteht mit dem sogenannten Pemperlprater in Passau. Das ursprünglich zwischen 1826 und 1829 vom Schuhmacher und Bildschnitzer Engelbert Zirnkilton geschaffene Karussell wurde erstmals 1830 auf der Passauer Maidult betrieben. Im Lauf der Zeit wurde das Karussell mehrmals umgebaut und modernisiert, bis es etwa um 1910 sein heutiges Aussehen bekam. Seinen festen Platz außerhalb der Dultzeiten fand das Karussell in der Folge an der Innpromenade. Bis Mitte der 1990er Jahre war der Pemperlprater noch in Besitz der Nachfahren Zirnkiltons und gehörte fest zum Passauer Stadtbild. Die nachfolgenden Besitzer betrieben ihn bis 2003 nur noch zeitweilig am traditionellen Standort. 2002 wurde er dort letztmals durch ein Hochwasser überflutet. Nach mehreren Besitzerwechseln wurde der Pemperlprater 2014 von der Stadt Passau aufgekauft und soll in den Sommermonaten auf der Veste Oberhaus seinen festen Platz finden. Als Besonderheit hat sich beim Pemperlprater das für das Karussell namensgebende Ringelstechen bis heute erhalten: Wer den goldenen Ring sticht, erhält eine Freifahrt. Es gilt somit als weltweit ältestes Karussell mit Ringelstechen.
Weltbekannt ist das 1907 von Hugo Haase in Leipzig gebaute Stufenkarussell „El Dorado“. Es wurde 1910 für 150.000 Dollar nach Coney Island verkauft, kam 1970 zur Weltausstellung nach Osaka und steht heute im Freizeitpark Toshimaen in Tokio. Bis auf kurze Zeitabschnitte ist es somit über 100 Jahre in Betrieb.

## Tradition in Frankreich und der Wallonie
Bis heute auffällige Tradition ist das Pferdekarussell in den französischsprachigen Regionen Europas. In Frankreich und der Wallonie ist das Karussell im öffentlichen Stadtraum ständig präsent wie in keinem anderen Land. Dass bis heute dort so viele alte Karussells noch in Betrieb sind, geht auf die Vergnügungs- und Volksfeste zurück, die sich Anfang des 19. Jh. etablierten. Sowohl diese Feste als auch ihre Organisationsvereine hießen Goguettes. Diese Vereine waren anfänglich Männergesangsvereine, die aber bald immer größeren Wert auf „Wein, Weib und Gesang“ legten und eher mit den Karnevalsvereinen in ganz Europa vergleichbar sind, jedoch mit dem Unterschied, dass diese Feste auch außerhalb der „fünften Jahreszeit“ kräftig gefeiert wurden, so wie heute viele Märkte einen Rummelplatz betreiben. Unzählige Goguettes in fast jeder Stadt stifteten für die Bevölkerung ganz allgemein diese Karussells, die bis heute erhalten geblieben sind.

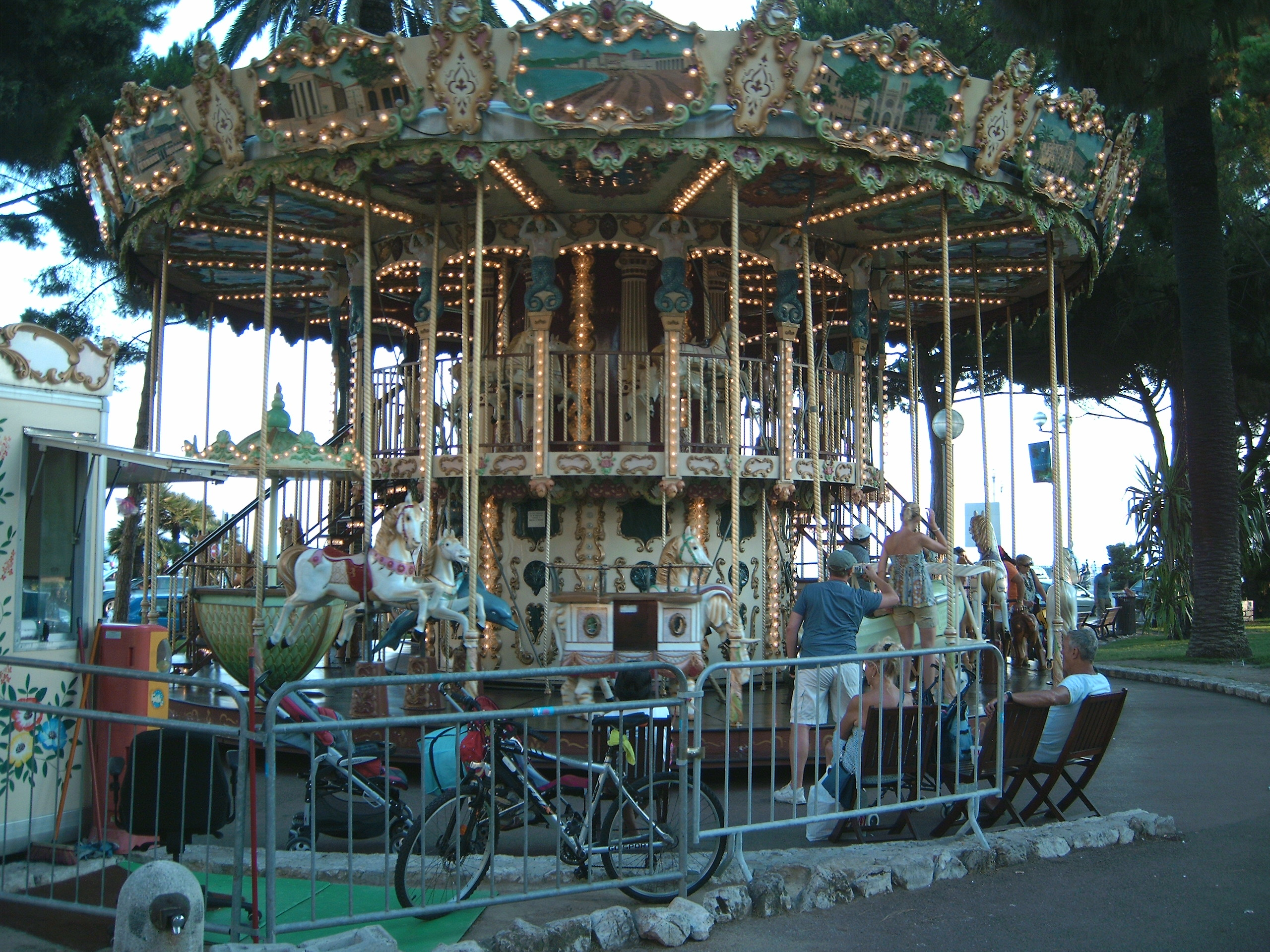
Historisches Karussell (um 1900) in Nizza als Touristenattraktion
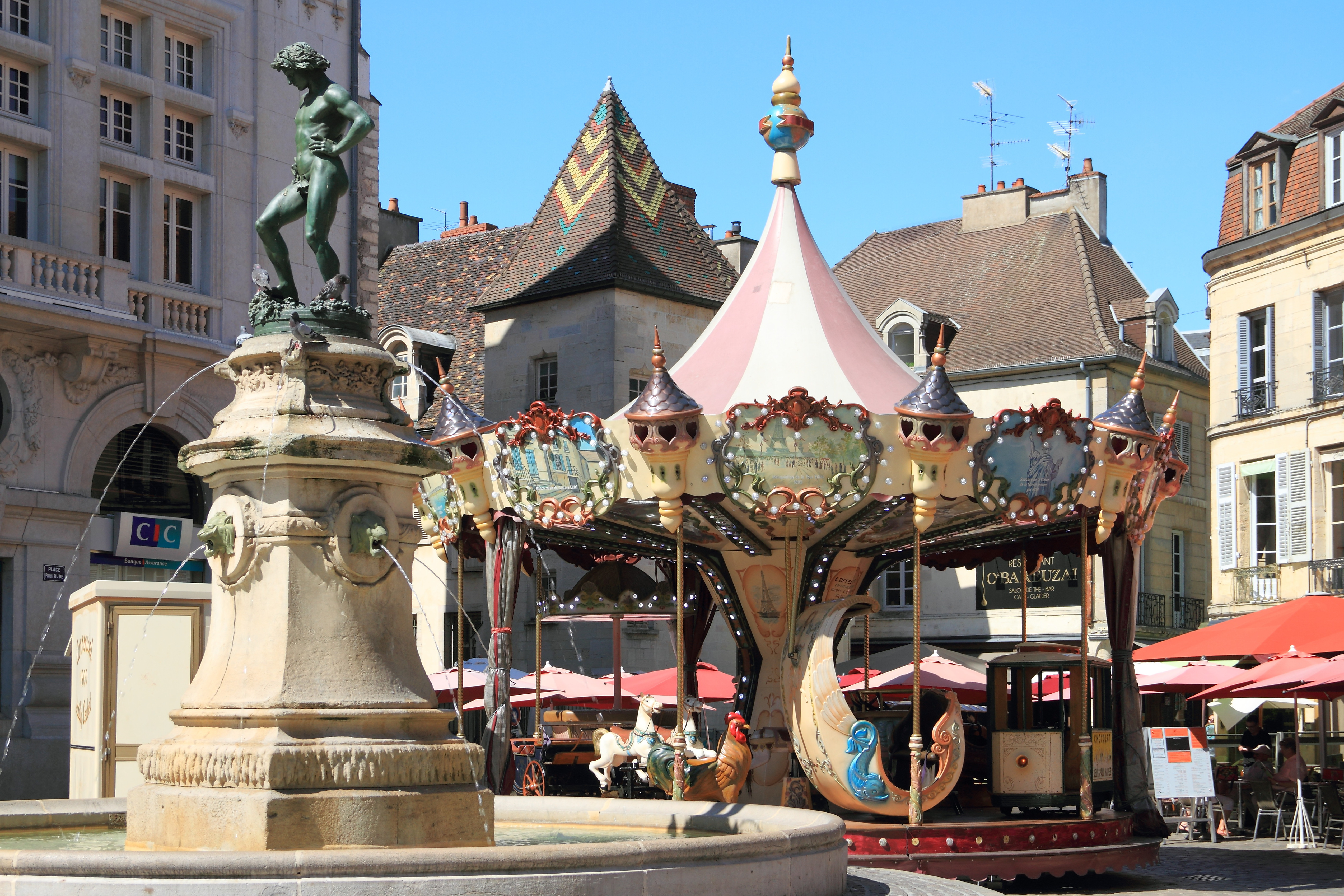
Historisches Karussell auf dem Place François Rude im Zentrum von Dijon
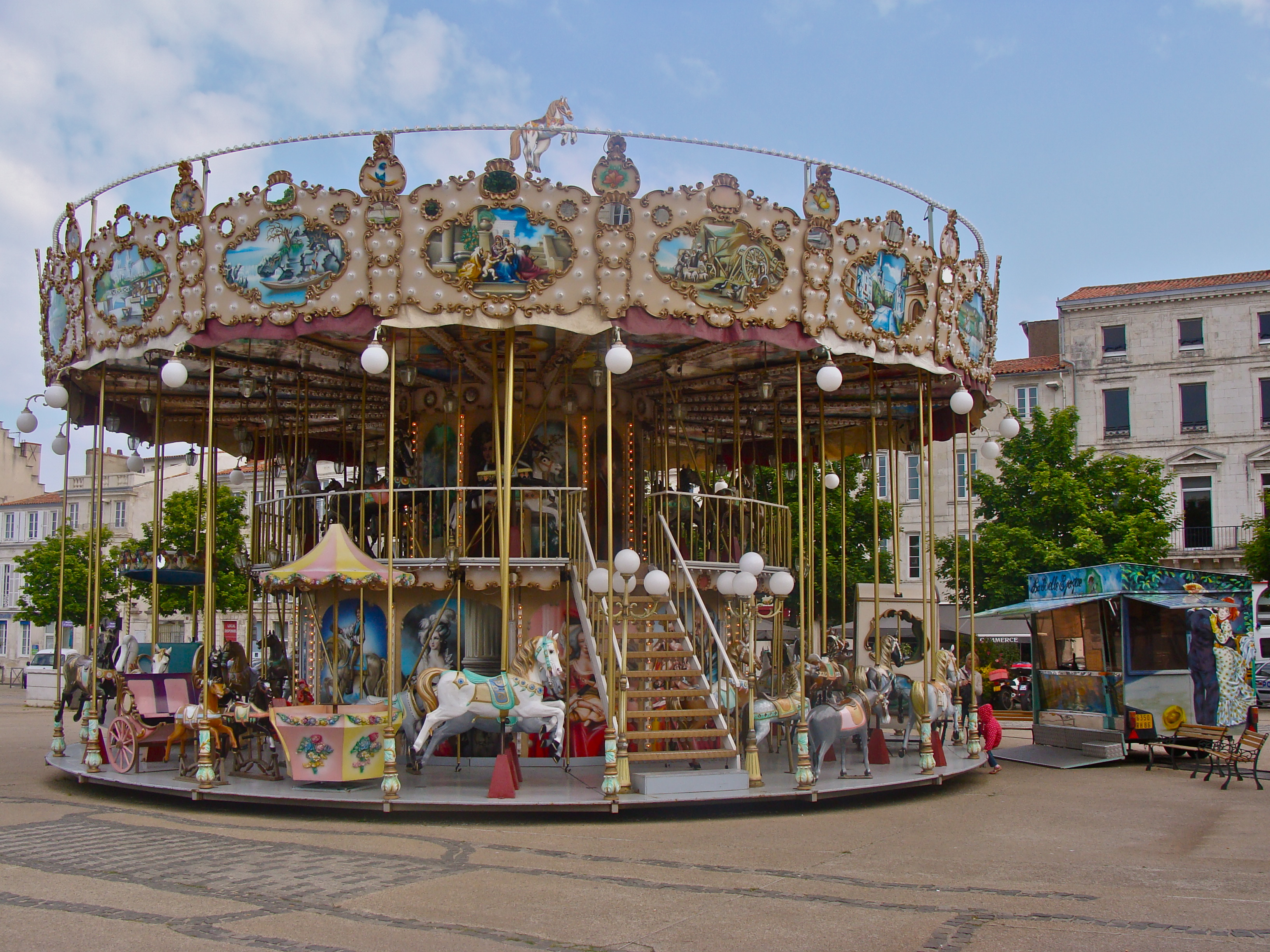
Zweigeschossiges, historisches Karussell auf dem Place de Verdun in La Rochelle
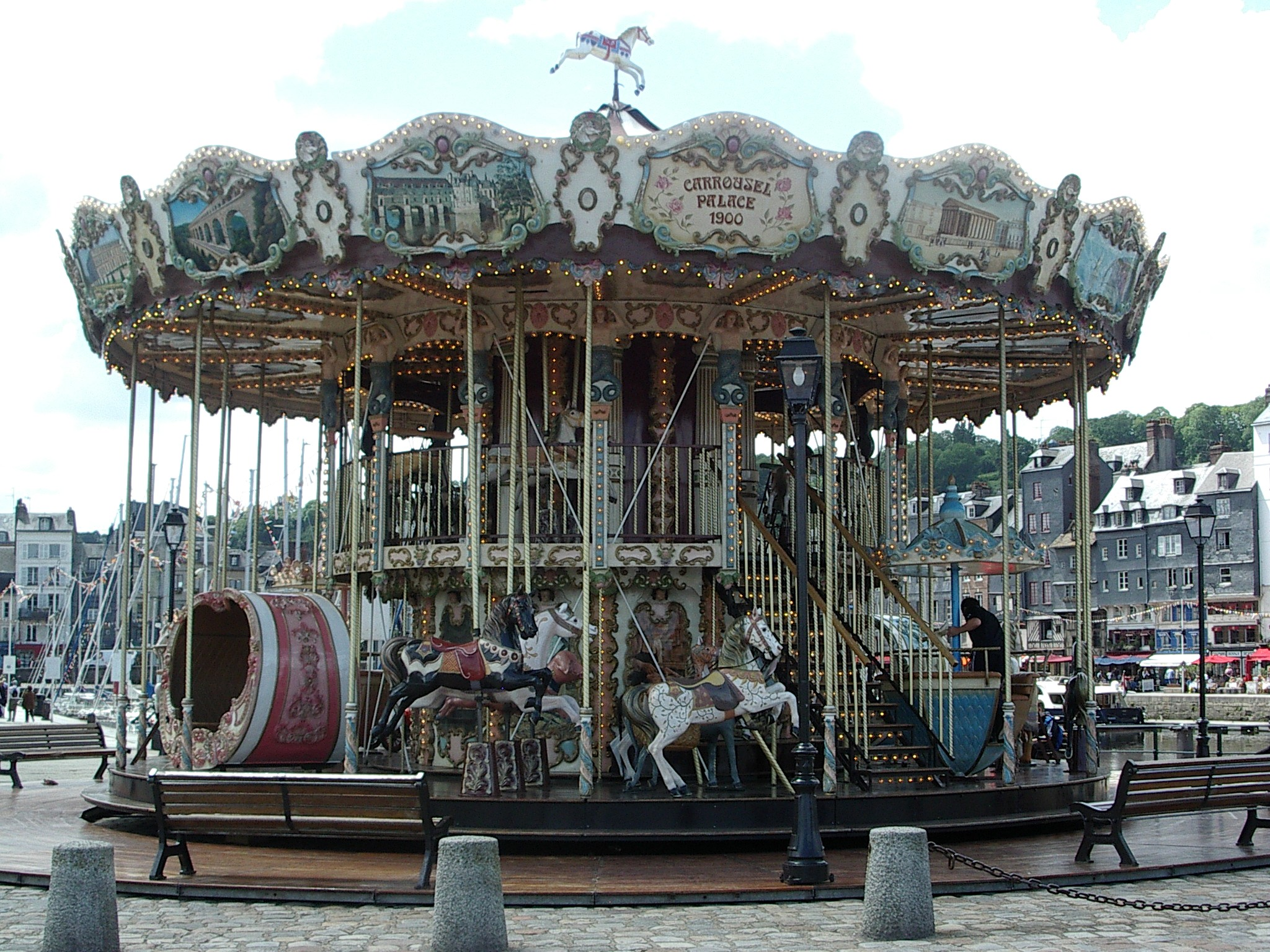
Zweigeschossiges Karussell in Honfleur
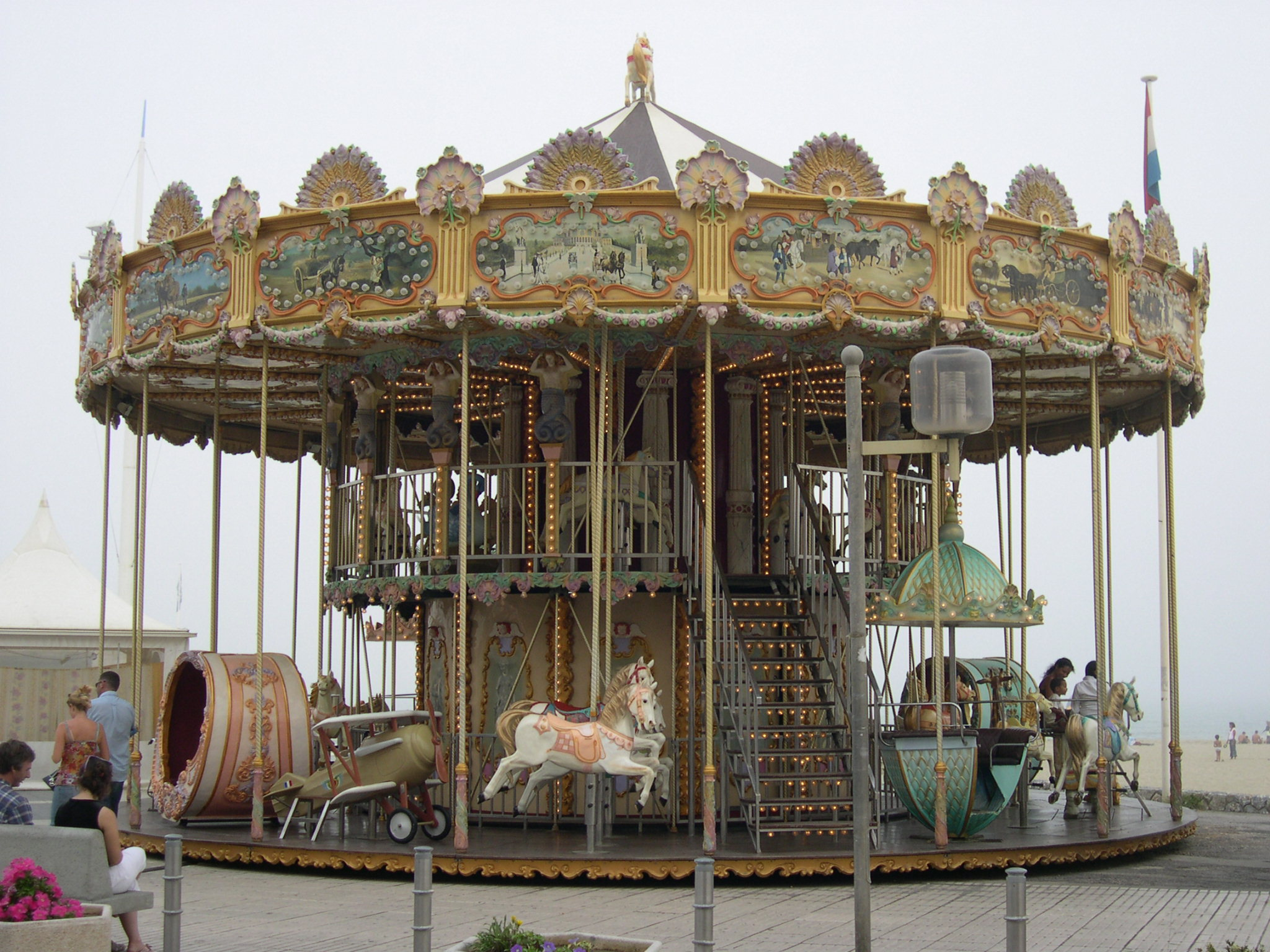
Zweigeschossiges Karussell in Canet-en-Roussillon; Südfrankreich
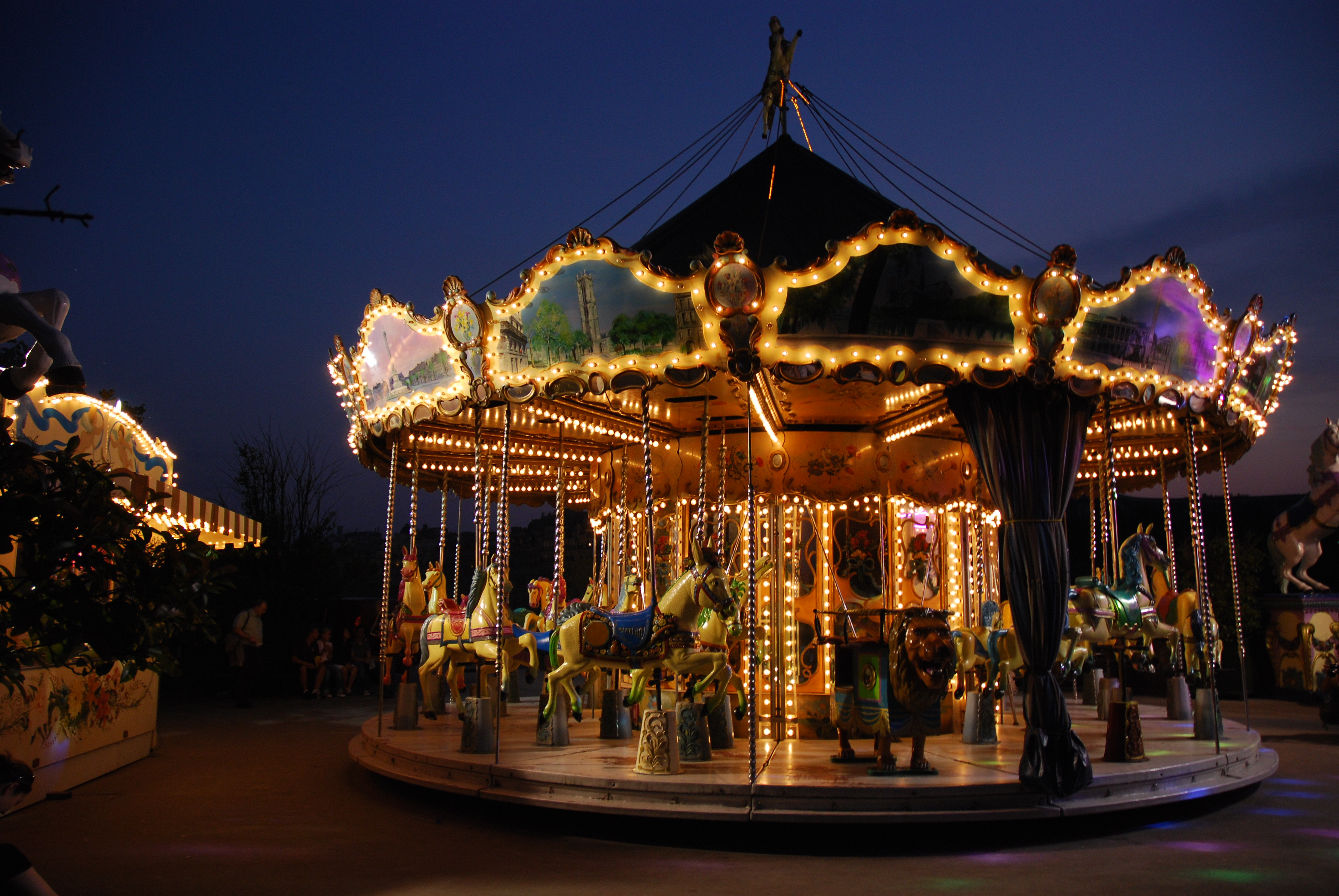
Nostalgisches Karussell in Paris am Abend
- Karussell in Tokyo Dome City, Japan
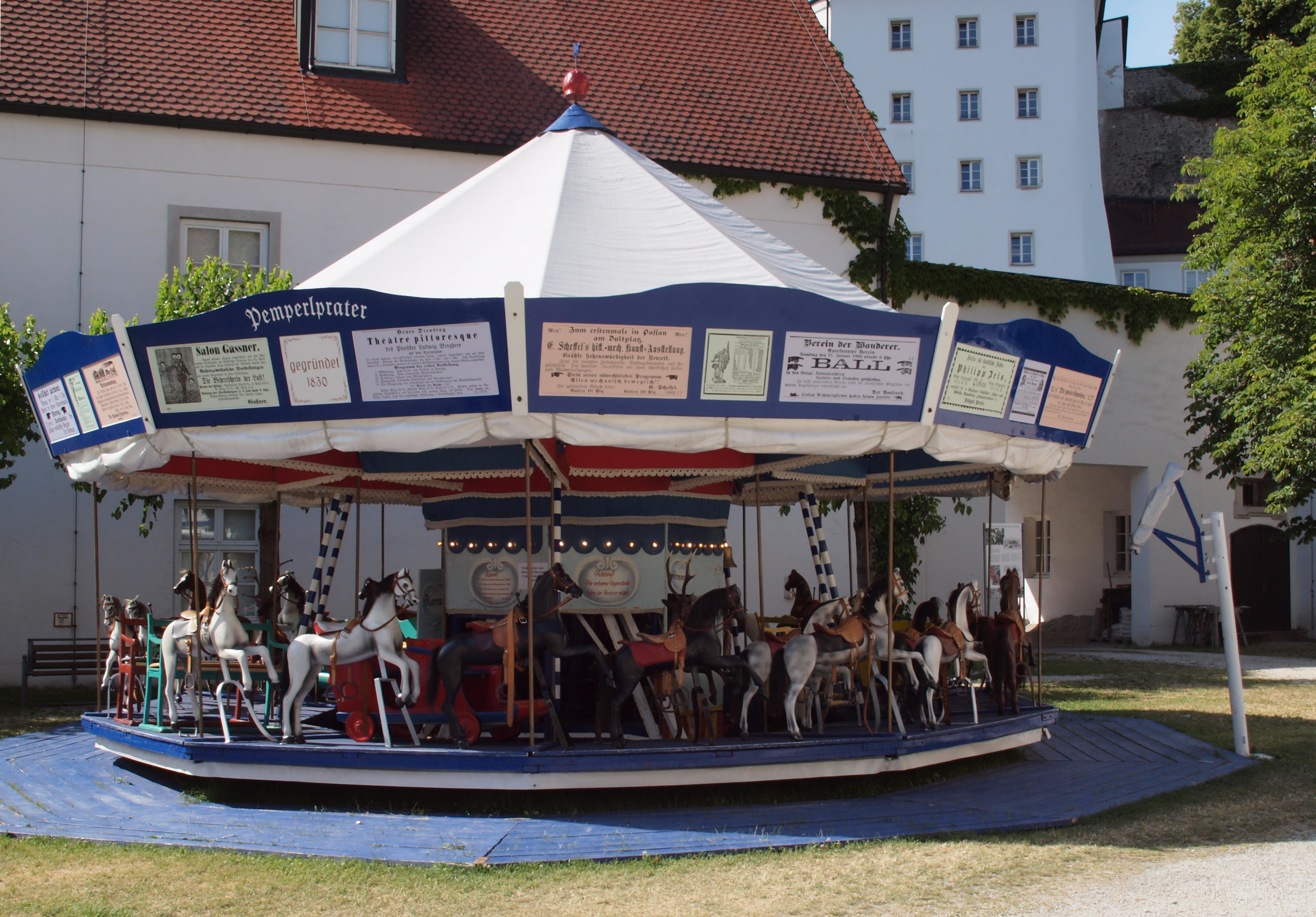
Der erstmals 1830 betriebene Pemperlprater in Passau mit dem „Fisch“ für das Ringelstechen am rechten Bildrand (2014)

## Tradition in Skandinavien und Kanada
Eine aus dem zugefrorenen Weißen See bei Baltazera (Lettland) am 14. Februar 2015 mit etwa 15 cm breiter Fuge ausgesägte Eisscheibe mit etwa 20 m Durchmesser wurde mit einem Außenbordmotor in Drehung versetzt und dient zum Eislaufen.

## Spielplatzgeräte
Für Spielplätze sind verschiedene Karussell-Formen erhältlich, die durch die Spielenden angetrieben werden. Das Drehkreuz ähnelt den klassischen Fahrgeschäften: Es gibt eine zentrale Achse, an der Plätze für die einzelnen Benutzer angeordnet sind. Beim Karussell mit mitdrehendem Boden drehen sich nicht nur die einzelnen Plätze, sondern das gesamte Karussell mit Boden, Haltegriffen und Sitzen. Oft kann es durch eine mittig angebrachte Antriebsscheibe in Drehung versetzt werden. Drehpilze und Rundläufe besitzen eine nach oben versetzte Drehscheibe, an der die Benutzer sich festhalten und anhängen können. Beim Drehpilz ist die Haltevorrichtung starr, beim Rundlauf gibt es beweglich aufgehängte Haltegriffe. Bahngeführte Karussells bestehen aus einer Kreisbahn und den darauf fahrenden, durch Muskelkraft betriebenen Benutzerstellen.
Drehscheiben schließlich bestehen aus einer einfachen, drehbar gelagerten Scheibe. Die Achse kann geneigt sein.
Mit Drehscheiben verwandt ist das flache, angetriebene Teufelsrad, von dem Personen eben weggeschleudert werden.

## Unfälle
| Datum               | Land        | Ort, Veranstaltung                                                               | Bezeichnung                                                   | Baujahr                                                   | Geschehen |
| ------------------- | ----------- | -------------------------------------------------------------------------------- | ------------------------------------------------------------- | --------------------------------------------------------- | --- |
| 14. Aug. 1981 00:50 | Deutschland | Hamburg, Dom                                                                     | Looping-Flugkarussell Skylab                                  |                                                           | Norbert Witte (damals 25) glaubt irrig, das Karussell hätte seinen Betrieb schon eingestellt, und fährt für eine Reparatur an seiner benachbarten Achterbahn „Katapult“ einen Kranarm aus. Der drehende und hochschwenkende Gondelkreis des Karussells kollidiert mit dem Teleskopkran, mehrere der 15 2er-Gondeln werden aufgerissen, Passagiere stürzen zu Boden, sieben 18–21-Jährige sterben. 15 Verletzte. |
| Apr. 2009           | Deutschland | Paderborn                                                                        | Karussell                                                     |                                                           | Eine Gondel löst sich bei Fahrt und fällt zu Boden. Eine Schwerverletzte (69). |
| 3. Apr. 2010 23:00  | Österreich  | Wien, Prater                                                                     | Überkopf-Karussell, Extasy                                    | ehemalige Gondeln, die 2015 oder 2016 ausgetauscht wurden | Ein 34-jähriger betrunkener Mann aus einem Obdachlosenheim stirbt innerhalb des Karussellzauns am Boden liegend. Kurz nach dem Unfall sagt der Karussellbediener und Kassenwart Robert Pichler, der Verunfallte sei über den Zaun gestiegen und danach mit den kreisenden Gondeln kollidiert. Amtsarzt und Polizei glauben ihm. Die Leiche wird morgens abgeholt, das Karussell am Vormittag weiter betrieben. 2018 berichtet Pichler, der das Karussell 18 Jahre lang bis 2015 bediente, anderes: Der Verunfallte war vom drehenden Karussell gestürzt und danach von einer Gondel getroffen worden. Pichler erwähnt jahrelang existierende Sicherheitsmängel, etwa dass sich manchmal ein Bügel nicht schloss. Das bestätigt eine Nutzerin. Ein Techniker berichtete, dass eine Sicherheitsschaltung überbrückt wurde und nach dem Unfall die Überwachungs-Harddisk ausgebaut wurde. 2015/2016 wurde die Anlage von der Mutter an die Tochter übergeben, die Gondeln wurden ausgetauscht. |
| Mai 2010            | Deutschland | Lüdenscheid                                                                      | Karussell                                                     |                                                           | Beim Anfahren löst sich eine Gondel und verletzt neun Menschen. |
| Okt. 2011           | Deutschland | Bremen, Freimarkt                                                                | Karussell Krake                                               |                                                           | Eine Gondel löst sich, rutscht in wartende Besucher. Neun Verletzte. Ursache war eine mangelhafte Schweißnaht. |
| Apr. 2012           | Deutschland | Nürnberg, Frühlingsfest                                                          | Karussell                                                     |                                                           | Eine Karussell-Gondel löst sich, zwei Frauen werden weggeschleudert und leicht verletzt. |
| 15. Aug. 2014       | Deutschland | Haßloch, Holiday Park                                                            | Karussell Spinning Barrells                                   |                                                           | 11-jähriges Mädchen wird mitgeschleift und getötet. |
| 6. Juni 2015 21:30  | Deutschland | Oberhausen, Fronleichnamskirmes                                                  | Love Express                                                  | BJ                                                        | Vier Schwerverletzte. Teile rissen ab und wurden auf Insassen geschleudert; Jahrmarkt lief mit gedämpfter Musik weiter. |
| 5. Nov. 2016 18:25  | Deutschland | Herborn, Martinimarkt                                                            | Helikopter                                                    | 1957                                                      | Schwenkarm riss, Gondeln stürzten ab, zwei Kinder (4, 8) verletzt; der Betreiber will das Karussell verschrotten. |
| 21. Juli 2018 00:00 | Deutschland | Remseck, Neckarremser Straßenfest                                                | Karussell Crazy Fruits                                        |                                                           | Eine Gondel löst sich, drei Kinder stürzen ab, ein weiteres Kind (alle 10–11) wird durch fliegende Teile verletzt. |
| 31. Okt. 2018 22:00 | Österreich  | Wien, Prater                                                                     | Überkopf-Karussell, Extasy                                    |                                                           | Ein 11-jähriges Mädchen, größer als die Mindestgröße von 1,30 m, trägt trotz Verbots einen Rucksack, rutscht unter dem Sicherheitsbügel durch, wird weggeschleudert, landet innen am Umgrenzungszaun und verletzt sich am Knöchel. Das Karussell geht noch am selben Abend wieder in Betrieb, die Betreiberin erhöht jedoch die Mindestgröße von 1,40 auf 1,50 m. |
| 8. Juni 2019 02:00  | Spanien     | San José de La Rinconada bei Sevilla, Kirchtag/Jahrmarkt La Jira, Mundopark fair | Karussell mit Rund-Sitzbank, Super Gazuela (span. Kasserolle) | 2001                                                      | Bei schneller Drehung bricht vom Karussell eine Hälfte der Bank weg. Menschen fliegen weg, einige können sich festklammern, Trümmer verletzen Umstehende, das gebrochene Karussell kommt nach etwa neun Umdrehungen zum Stillstand. 28 Verletzte, darunter Kinder (12–14). |
| 3. Mai 2021         | Kasachstan  | Oral                                                                             |                                                               |                                                           | Acht verletzte Kinder, überwiegend Knochenbrüche. Eine Überwachungskamera des Parks filmt. Das Kettenkarussell blieb plötzlich stehen, Sitze stoßen aneinander, acht Kinder werden herausgeschleudert. |

## Literarische Bearbeitung
Weithin bekannt ist das Dinggedicht Das Karussell des Dichters Rainer Maria Rilke.

## Verwandte Themen
- Zentripetalkraft – physikalische Kraft der Kreisbewegung

## Sekundärliteratur
- Florian Dering: Volksbelustigungen. Eine bildreiche Kulturgeschichte von den Fahr-, Belustigungs- und Geschicklichkeitsgeschäften der Schausteller vom 18. Jahrhundert bis zur Gegenwart. Franz Greno, Nördlingen 1986, ISBN 3-89190-005-8 (zugl. Dissertation, Universität München)
- Wolfgang Müller: Wie alt ist das Karussell? In: Ernst Günther, Heinz P. Hofmann, Walter Rösler (Hrsg.): Kassette. Ein Almanach für Bühne, Podium und Manege (= Kassette). Nr. 5. Henschelverlag Kunst und Gesellschaft, Berlin 1981, S. 16–22.
- Margit Ramus: Wie alles begann… Jahrmarkt, fahrendes Volk und Karussells. Selbstverlag, Köln 2004 (Druck: Komet, Pirmasens), ISBN 3-00-015714-X (zugleich Magisterarbeit, Universität Bonn 2004)
- Sacha-Roger Szabo: Rausch und Rummel. Attraktionen auf Jahrmärkten und in Vergnügungsparks. Eine soziologische Kulturgeschichte. Transcript, Bielefeld 2006, ISBN 3-89942-566-9 (zugleich Dissertation, Universität Freiburg i. Br. 2006)